# Carolina de Sud
South Carolina, conform numelui oficial, State of South Carolina (în română se poate eventual folosi Statul South Carolina sau Statul Carolina de Sud), este un stat situat în the sudul Statelor Unite ale Americii. Provincia South Carolina (The Province of South Carolina) a fost una din cele treisprezece colonii originare care s-au revoltat împotriva guvernării britanice coloniale în timpul Războiului Revoluționar American. Statul a fost oficial admis în Uniune, ca cel de-al optulea stat al acesteia, la 23 mai 1788. South Carolina a fost de asemenea primul stat al Uniunii care a secesionat (la 20 decembrie 1860) pentru a fonda Statele Confederate ale Americii. Denumirea statului a fost aleasă, conform surselor vremii înființării Coloniei Carolina în 1663, după regele Charles II al Angliei, conform latinescului Carolus care ar corespunde numelui englez Charles. Conform unei estimări din anul 2004, populația statului era de 4.198.068.
Mai multe nave ale Marinei Statelor Unite au fost numite USS South Carolina în onoarea statului.

## Nume de alint ale statului South Carolina
- The Palmetto State
- Cackalacky, ori South Cackalacky

## Demografie

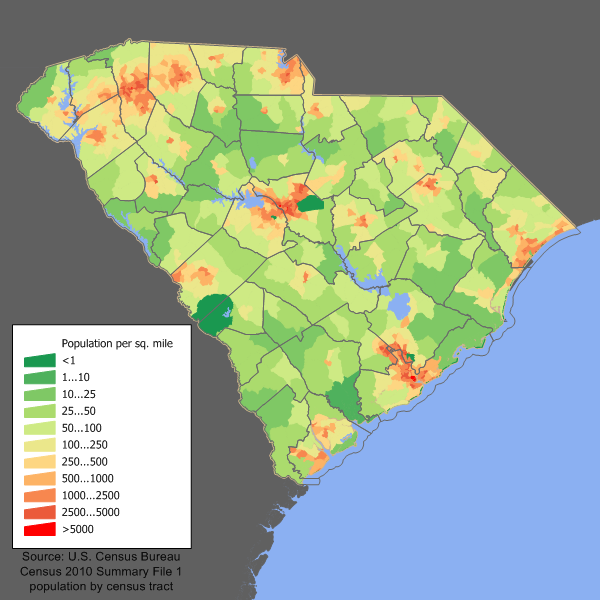
Densitatea populației statului Carolina de Sud

### Structura rasială
Populația totală a statului în 2010: 4,625,364
Structura rasială în conformitate cu recensământul din 2010:
- 66.2% Albi (3,060,000)
- 27.9% Negri (1,290,684)
- 2.4% Altă rasă (113,464)
- 1.7% Două sau mai multe rase (79,935)
- 1.3% Asiatici (59,051)
- 0.4% Amerindieni (19,524)
- 0.1% Hawaieni Nativi sau locuitori ai Insulelor Pacificului (2,706)